# Brezoi
Brezoi város Vâlcea megyében, Olténiában, Romániában.

## Fekvése
A Lotru és az Olt folyók találkozásánál helyezkedik el. Râmnicu Vâlcea-tól 35 km-re északra, Nagyszebentől pedig 66 km-re délre található.

## Történelem
Elő írásos említése 1505-ből való.
Vitéz Mihály román fejedelem itt kötött házasságot.
Az 1904-ben alapított iskolájában román, magyar és német nyelven tanítanak.
1946-ban a német lakosság nagy részét a szovjet munkatáborokba deportálták, Szibériába.
1960-tól 1970-ig építik fel a Lotru folyón a település vízierőművét.
1968-ban városi rangot kap.

## Népesség
- 1977 - 6.907 lakos
- 1992 - 7.547 lakos
- 2002 - 6.859 lakos

## Látnivalók
- Az első világháború áldozatainak emlékműve („Az Olt hősei”)
- Katonai temető
- 1935-ben épült katolikus templom
- Három ortodox templom
- A Cozia-i Nemzeti Park

## Gazdaság
Jelentős a faipara.